# Seepark Karlshorst
Der Seepark ist eine Parkanlage im Südwesten im Berliner Ortsteil Karlshorst des Bezirks Lichtenberg. Er wird begrenzt durch die Liepnitz- und Trautenauer Straße, den Traberweg und die Rödelstraße. Der namengebende See existiert heute nicht mehr.

## Geschichte.

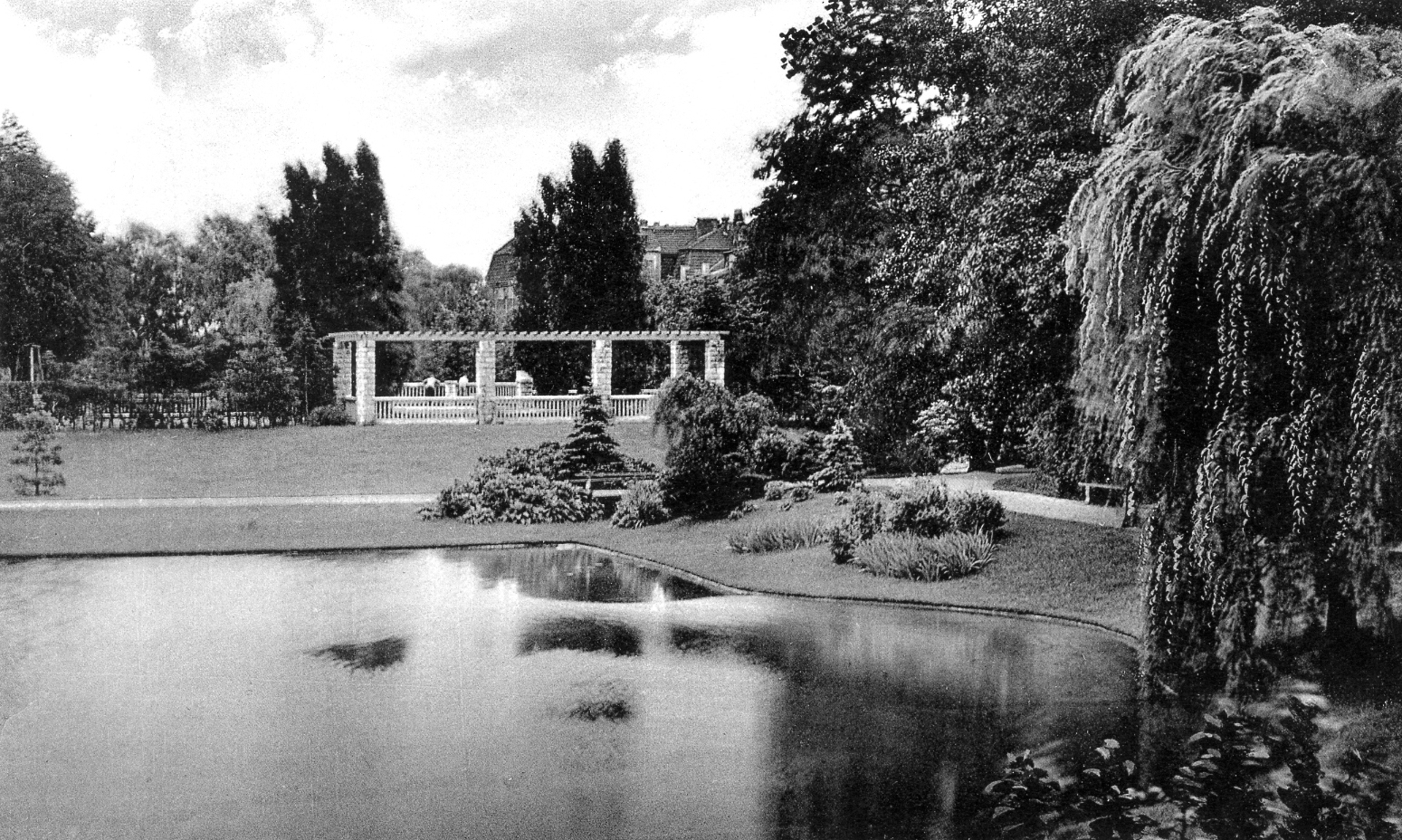
Seepark um 1930

Der Park wurde 1913 angelegt und der dort vorhandene See an der Trautenauer Straße in die Gestaltung einbezogen. Zu diesem Zeitpunkt war der See nur noch verhältnismäßig klein. Ursprünglich hatte er eine Mittelinsel und füllte fast das ganze Areal aus. Der See war im Zusammenhang mit den umfangreichen Feuchtgebieten und dem Lauf der Rohrlake entstanden, die sich ursprünglich von der Wuhlheide bis Klingenberg hinzog und dort in die Spree mündete. Um die Entstehung der großräumigen Parkanlage mit einer Fläche von rund zwei Hektar, hatte sich der Vorsteher der Köpenicker Bank und Vorsitzende des Karlshorster Haus- und Grundbesitzervereins, Otto Müller, erfolgreich bemüht.
Der Seepark wurde phantasievoll bepflanzt und gestaltet. Weite Wiesenflächen, hohe Pappeln, Gehölzpflanzungen, Rosenbeete, Brunnenanlagen, Rhododendronbüsche, Wandelgänge mit schattenspendenden, rankenden Pflanzen und eine abwechslungsreiche Ufergestaltung prägten den Park. Treppen und Anschüttungen untergliederten das Gelände. Der See war im Winter eine beliebte Eislauffläche und der Anstieg zur Trautenauer Straße bot Rodelmöglichkeiten.
Im Sommer 1928 wurde die Sohle des Teiches, des „Karlshorster Sees“, mit Beton abgedichtet, weil durch die Senkung des Grundwasserspiegels der See allmählich eingetrocknet war. Im Zweiten Weltkrieg und in der Nachkriegszeit wurden die Anlagen zerstört und verschwanden, die Senke zwischen Stechlin- und Müritzstraße wurde aufgeschüttet. Anfang der 1950er Jahre wurde das Becken mit der noch vorhandenen Betoneinfassung endgültig zugeschüttet. Die Parkanlage wurde bis 1955 im Rahmen des Nationalen Aufbauwerks zu einer Grünfläche umgestaltet, die mit einzeln stehenden Bäumen aufgelockert wird.
Die ursprüngliche Gestaltung lässt sich heute nur noch erahnen. Der Park wird für Spaziergänge, Spiel und sportliche Aktivitäten genutzt. Er  ist von großer stadtklimatischer Bedeutung. 2008 wurde ein neugestalteter Spiel- und Bolzplatz eingeweiht, der ab 2023 neu gestaltet und erweitert wird.
Im Seepark findet seit dem Jahr 2000 alljährlich im September das Traberwegfest statt.